# Convento de San Bernardino de Siena (Angra dos Reis)
El Convento de San Bernardino de Siena (en portugués: Convento de São Bernardino de Sena) actualmente en ruinas, evoca al franciscano San Bernardino de Siena como su nombre lo indica, se localiza en el morro de Santo Antônio (San Antonio), en la ciudad de Angra dos Reis, en el estado de Río de Janeiro, Brasil.
Los franciscanos llegaron a Angra dos Reis en el inicio del siglo XVII, y a partir de 1652 construirán un convento en terrenos donados cerca de la villa, a los pies del morro donde se encuentra la actual edificación. El pequeño convento, fue inaugurado el 12 de septiembre de 1659, y fue bombardeado por las fuerzas del corsario francés Jean-François Duclerc en 1710.

## Valladolid, Yucatán
Existió otro Convento de San Bernardino de Siena en el poblado de Valladolid, en el actual estado mexicano de Yucatán.
También en ruinas, ha sido restaurado como atracción turística.
Se dice que en él estuvo prisionero el famoso pirata Lorencillo